# Бурушаскі
Бурушаскі (буруш. بروشسکی, трансліт. burū́šaskī, МФА: [bʊˈruːɕʌskiː]) — неписьменна ізольована мова, якою говорять буріші, що живуть на півночі регіону Гілгіт-Балтистан, що в Пакистані; крім того, ще кількасот мовців проживають на півночі території Джамму та Кашмір, що в Індії.
Відома приблизно з 1877 року. Є значна кількість текстів, які були записані у фонетичній транскрипції та перекладена на англійську мову, головним чином Д. Л. Р. Лорімер.

## Класифікація
Робилися спроби встановити зв'язки між мовою бурушаскі та кількома різними мовними сім'ями, хоча для більшості мовознавців жодна не була прийнята.
Існує гіпотеза, що пов'язує мову із гіпотетичною сино-кавказькою макросім'єю, що об'єднує деякі інші ізольовані мови, яка, однак, не є загальновизнаною. За іншою версією, бурушаскі пов'язана із єнісейськими мовами, єдиний представник яких — кетська мова, яка збереглася до наших днів.
Після Бергера (1956) словники американської спадщини припустили, що слово *abel 'яблуко', єдина назва фрукта (дерева), реконструйована для протоіндоєвропейської мови, можливо, було запозичено з мови предків бурушаскі («яблуко» і «яблуня» — це báalt у сучасній бурушаскі).
Інші гіпотези висувають генеалогічний зв'язок між бурушаскі та північнокавказькими мовами, картвельськими мовами, єнісейськими мовами та/або індоєвропейськими мовами, як правило, у запропонованих макросім'ях.